# Kolejka (wieś)

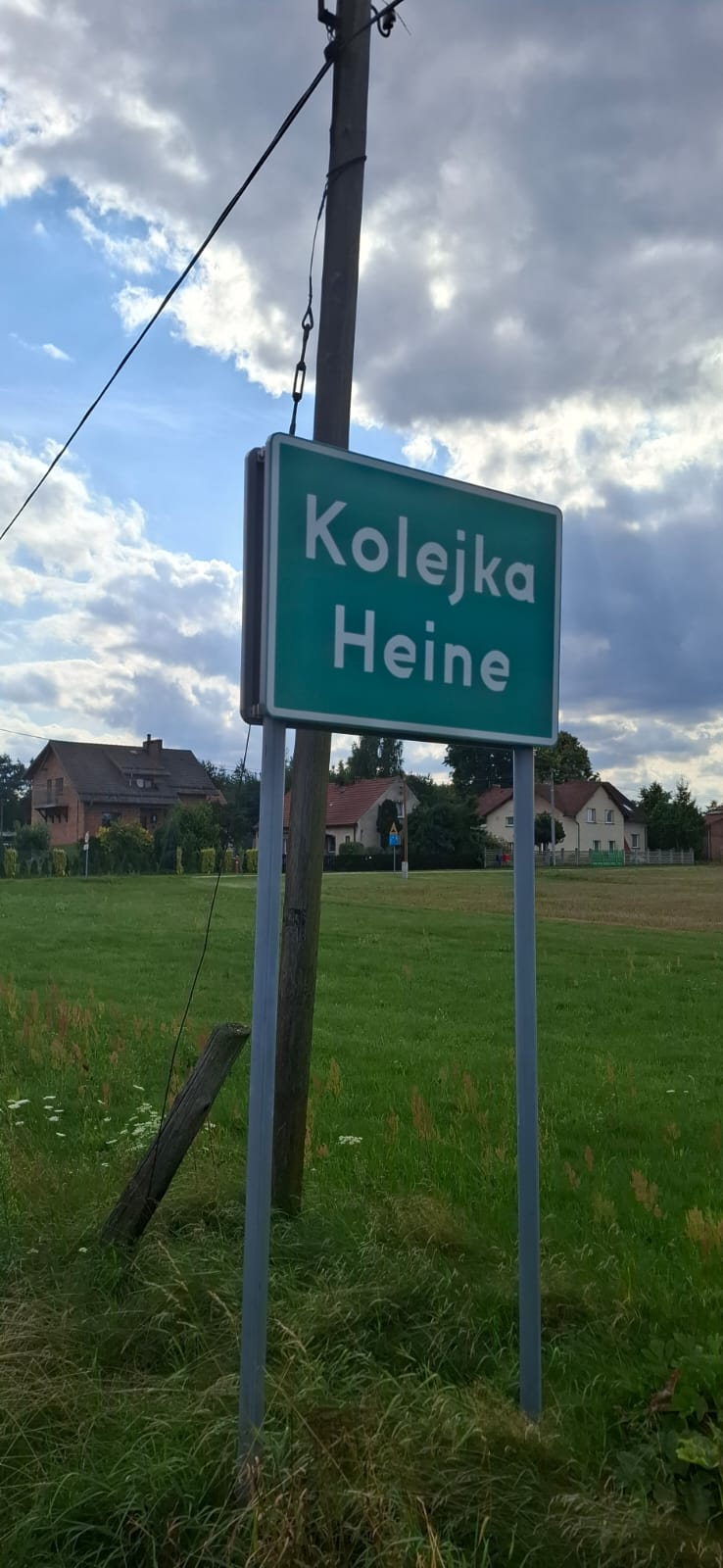
Tabliczka wjazdowa do Kolejki

Kolejka (dodatkowa nazwa w j. niem. Heine) – wieś w Polsce położona w województwie opolskim, w powiecie oleskim, w gminie Dobrodzień.
W latach 1975–1998 miejscowość administracyjnie należała do województwa częstochowskiego.

## Nazwa
Nazwę miejscowości nadał założyciel hrabia Renard, który w 1824 roku zbudował w miejscu obecnej wsi kolonię nadając jej nazwę od zawiadującego nią leśniczego o nazwisku Heyn. Topograficzny podręcznik Górnego Śląska z 1865 roku notuje miejscowość pod niemiecką nazwą Heine oraz polską Koleyka we fragmencie "Den Namen hat sie von dem Forstmeister Heyn (polnisch heist sie Koleyka)". 

## Historia
Na wizerunku XIX-wiecznej pieczęci gminnej widnieje na ozdobnym kartuszu głowa jelenia na wprost. Po zmianie przynależności powiatu strzeleckiego na dobrodzieński w 1927 r. utrzymano ten sam wizerunek napieczętny. W 1937 r. zlikwidowano historyczny znak na pieczęci, zamieniając go na swastykę.